# Titiriteros de Binéfar
Titiriteros de Binéfar és un grup de teatre de titelles i animació de carrer procedent de la localitat de Binèfar, a la província d'Osca. Va ser fundat per Pilar Amorós i Paco Paricio el 1978.
Els seus espectacles, adreçats tant a infants com a adults, beuen directament de fonts tradicionals, així com de la història i el folklore aragonesos. Depenent de les necessitats de cada muntatge, els seus membres han rebut les aportacions de grups musicals com La Ronda de Boltaña.
Al llarg de la seua trajectòria, la companyia ha representat les seves obres per països dels cinc continents, de vegades en llocs tan diversos com ara el Museu Guggenheim de Nova York, les faveles de São Paulo, el Festival Internacional de Cinema de Canes o algunes presons i hospitals psiquiàtrics.
A més dels seus muntatges teatrals, la companyia Titiriteros de Binéfar és responsable de la publicació de diversos llibres i discos i, des de 2005, compta amb un teatre estable al poble d'Abizanda, La Casa de los Títeres, on també hi ha un teatre a l'aire lliure i s'exhibeix una col·lecció permanent de marionetes i titelles de tot el món.
La companyia exerceix com a directora artística del Festival Imaginària de Titelles i Imatges en moviment que se celebra a Binéfar, població que ha batejat amb el seu nom el teatre municipal i que l'any 2021 va estrenar dos capgrossos amb les cares de Paco i Pilar.

## Discografia
- Juerga S.A. (1996), i la seua versió bilingüe Family Fiesta, editada a Califòrnia en col·laboració amb el grup Magical Moonshine Theatre.
- A tapar la calle (1999)
- Vamos a contar mentiras (2000)
- Animaladas (2002)
- ¡Aquí te espero! (2004)
- Carnaval (2007)
- Es un pañuelo (2009)
- Jauja (2018) Llibre-disc recopilatori dels seus quaranta anys d'activitat.[6]

## Publicacions
- Títeres y titiriteros, el lenguaje de los títeres (2000)
- Títeres y demás parientes (2006)
- El Parchís (2007)
- Javier y las carrascas (2007)
- Libretos de algunos de sus espectáculos.
- La lagartija pilla. Tonterías y disparates a base de bien (2021)